# Дворец Лопес
Дворец Лопес (исп. Palacio de los López) является официальной резиденцией  правительства и президента Парагвая. Первоначально этот дворец был домом президента Карлоса Антонио Лопеса, а затем его сына Франсиско Солано Лопеса.
Дворец расположен на улице независимости близ залива в центре Асунсьона. Дворец стал объектом культурного наследия Асунсьона по случаю избрания города культурной столицей Америки в 2009 году.

## История

### Строительство
В первой половине XIX века Лазаро Рохас (французского происхождения), сделал наследником своего имущества, крестника Франсиско Солано Лопеса. После путешествия по Европе, Франсиско нанял несколько архитекторов, инженеров и техников, которые разработали планы строительства различных зданий. Одной из самых символичных работ, было строительство частной резиденции Франсиско Солано Лопеса. Архитектурный план был разработан архитектором Франциско Виснером, а начал строительство Алонсо Тейлор в 1857 году.
Материалы для строительства дворца поступали из разных районов страны. Например, камень из каменоломен Амбуша и Альтоса, леса из Нимбуку и Ягуарона, кирпич из Такумбу, железо из Ибикуи.
Различные европейские художники были приглашены в Парагвай для украшения дворца. Английский инженер Оуэн Могнихан рассчитал количество скульптур для создания роскошной надстройки, итальянец Андрес Антонини создал мраморную лестницу, ведущую на второй этаж, французский художник Хулио Моне расписал потолок цветочными узорами. В 1867 году, когда началась война Тройного союза, Дворец Лопеса был почти закончен, всего лишь отсутствовали некоторые детали отделки. Бронзовые статуэтки и мебель, привезли из Парижа, а в залах дворца украсили большими зеркалами.

### Использование
Из-за войны Тройного союза Франсиско Солано Лопес был вынужден переехать из столицы на поля сражений в Нимбуку. Он никогда не жил в своем дворце. В 1869 году бразильско-аргентинские войска бомбили дворец, в результате чего, ему были нанесены повреждения. Позже союзные войска разграбили дворец. Украшения, статуэтки, зеркала, шкафы и многие другие ценные вещи были конфискованы и увезены в Бразилию. Все семь лет, что Асунсьон был под оккупацией, дворец служил штаб-квартирой бразильских вооруженных сил. После этих событий дворец оказался в запущенном состоянии.
Во время президентства Хуана Гуальберто Гонсалеса, началось восстановление дворца. Но, в 1894 году в результате переворота Гонсалес был свергнут и не жил во дворце. Его преемник, Маркос Мориниго тоже долго не продержался у власти и никогда не жил в резиденции. Только в 1894 году, президент Хуан Баутиста Эгускиса сделал дворец Лопес резиденцией правительства. До середины XX века там жила и семья президента.
До 1949 года, администрация президента была на верхнем этаже здания, когда, президент республики Фелипе Молас Лопес, с трудом поднявшись по лестнице, решил переехать в кабинет на первом этаже. Генерал Альфредо Стресснер управлял страной из этого здания на протяжении более 35 лет, правивший страной с 1954 по 1989 год.
В настоящее время у дворца проводится ночное световое шоу, с помощью которого, дворец приобретает свой первоначальный цвет.
В мае 2014 года архитектор из министерства общественных работ Густаво Главинич заявил, что термиты «разрушают деревянные структуры, полы и защитные покрытия в некоторых частях дворца», в частности его западная часть серьёзно изъедена термитами. По его словам, реставрация дворца требует дополнительных вложений со стороны правительства, в противном случае здание обречено на медленное разрушение изнутри:
В 2012 году мы инвестировали два миллиона долларов, чтобы спасти части дворца, отданные под президентскую канцелярию, военный кабинет и церемониальную комнату.